# Consort of instruments

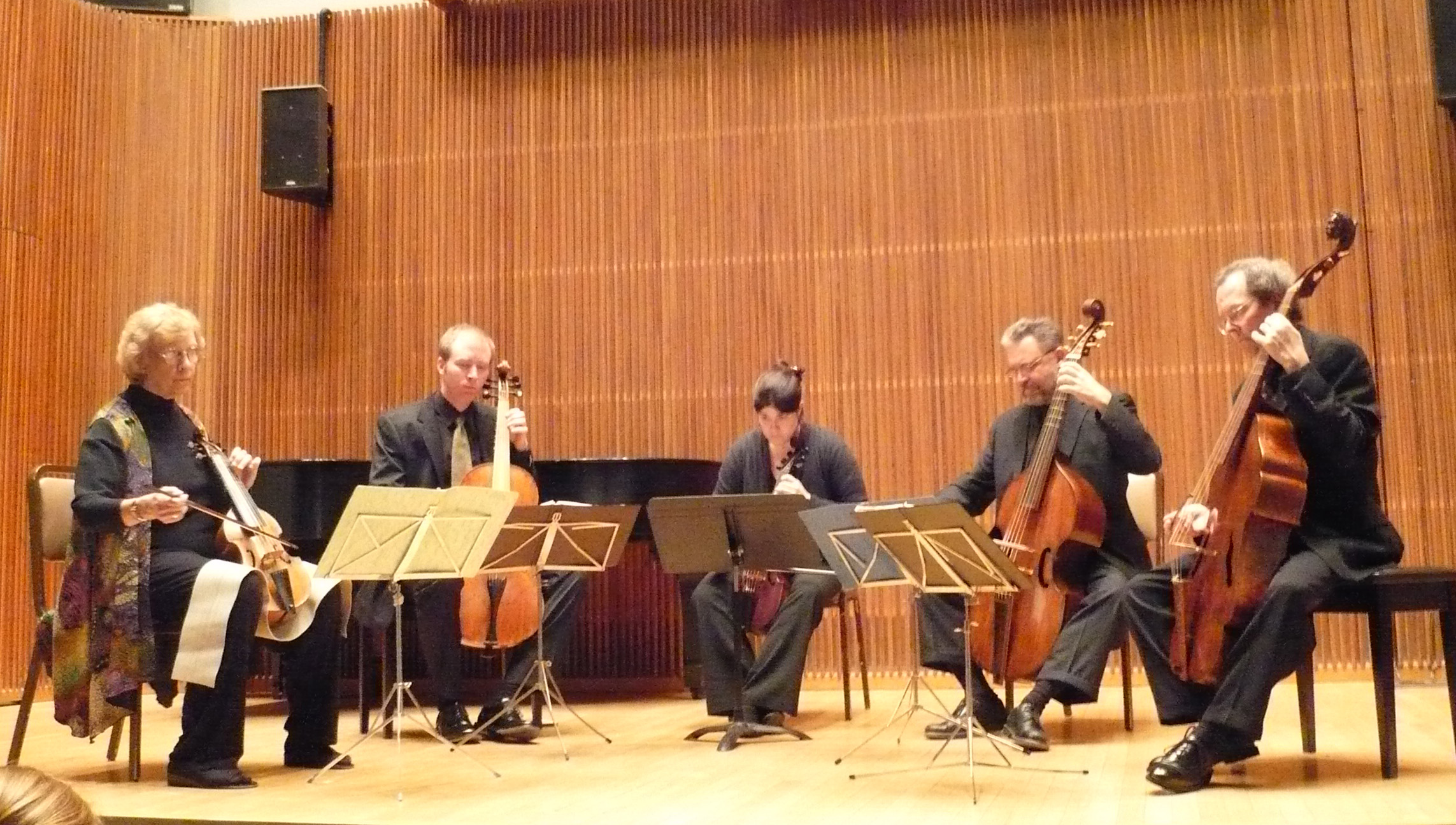
The Smithsonian Consort of Viols.

Consort of instruments, spesso indicato semplicemente come consort, è stato un termine usato in Inghilterra, durante il XVI e XVII secolo, per indicare un insieme strumentale.
Esso poteva essere composto da una varietà di strumenti musicali o dello stesso tipo. Godette di una notevole popolarità a corte e nelle case dei ricchi nel corso dell'epoca elisabettiana e molti pezzi vennero scritti per esso dai maggiori compositori del periodo. Nella musica barocca, il consort venne sostituito dall'orchestra da camera.

## Definizioni e forme
Il primo esempio documentato del termine consort in lingua inglese, per indicare un gruppo strumentale, fu di George Gascoigne in The Pleasures Princelye (1576). 
Solo a partire dal metà del XVII secolo vi fu una netta distinzione tra un whole consort, cioè, composto soltanto da strumenti della stessa famiglia (ad esempio, un gruppo di viole che suonano insieme) e un mixed o broken consort, composto da strumenti provenienti da famiglie diverse (per esempio viole e liuti).
Fra le più importanti forme musicali per consort si ricordano: le fantasie, composizioni basate su cantus firmus (compresi gli In Nomine), variazioni, danze o arie e suite-fantasia.

## Principali compositori
Fra i compositori di musica per consort, durante l'epoca elisabettiana si ricordano John Dowland, Anthony Holborne e William Byrd. Nell'era giacobita primeggiarono Thomas Lupo, Orlando Gibbons, John Cooper e Alfonso Ferrabosco. Fra quelli del tardo XVII secolo, Christopher Simpson, William Lawes, Matthew Locke ed Henry Purcell.

## Consort moderni
In epoca moderna, diversi ensemble hanno adottato il nome consort nel loro nome, come ad esempio: Early Music Consort of London, The Consort of Musicke, Jaye Consort, Dowland Consort, Morley Consort, Purcell Consort of Voices, Consort of Voices, Quadriga Consort, Locke Brass Consort e Rose Consort of Viols.